# Atrococcus luffi
Atrococcus luffi är en insektsart som först beskrevs av Robert Newstead 1901.  Atrococcus luffi ingår i släktet Atrococcus och familjen ullsköldlöss. Inga underarter finns listade i Catalogue of Life.